# Солер, Маурисио
Хуан Маурисио Солер Эрнандес (исп. Juan Mauricio Soler Hernández, род. 14 января 1983 в Рамирикуе, Бояка) — бывший колумбийский профессиональный шоссейный велогонщик, лучший горный гонщик Тур де Франс 2007.

## Карьера
Первый профессиональный контракт Солер подписал в 2006 году с итальянской командой Acqua & Sapone - Caffè Mokambo. В дебютном сезоне колумбиец показал ряд хороших результатов: выиграл многодневную гонку Circuit de Lorraine, стал седьмым на престижной многодневке Вуэльта Бургоса и принял участие в Чемпионате мира, который проходил в Зальцбурге.
Сезон 2007, который стал для Солера крайне удачным, он провёл в составе британской Barloworld. Главным успехом для колумбийца стало завоевание майки горного короля Тур де Франс, к которому он добавил победу на девятом этапе «Большой петли» до Бриансона. В общем зачёте многодневки Хуан Маурисио занял высокое 11-е место. Через месяц после триумфа на Тур де Франс Солер выиграл этап и общий зачёт Вуэльты Бургоса.
Следующие два сезона Солер оставался в составе команды Barloworld, но особых успехов не добился и не смог завершить две Джиро и Тур де Франс образца 2008 года.
В 2010 году Солер перешёл в состав команды Caisse d'Epargne, но и там поначалу не мог вернуться на прежний уровень выступлений. Похожим на себя прежнего Солер стал в 2011 году, выиграл второй этап Тура Швейцарии до Кран-Монтаны и захватил лидерство в общем зачёте. Но спустя четыре дня, на шестом этапе, Солер попал в серьёзную аварию, в результате которой получил тяжелую травму головы, перелом основания черепа, перелом ребер в грудном отделе, перелом ключицы и лопатки, разрыв левой почки, перелом шейки бедра левой ноги, перелом скуловой кости. Колумбиец был экстренно доставлен в клинику Санкт-Галлена, а после стабилизации состояния — в клинику Памплоны. В начале 2012 года Солер вернулся в Колумбию, где начал проходить реабилитационные процедуры. В июле 2012 года колумбиец заявил о том, что из-за последствий травм завершает профессиональную карьеру. 

## Победы
2006
Общий зачёт и 2-й этап Circuit de Lorraine
2007
 Горный зачёт и 9-й этап Тур де Франс
Общий зачёт и 2-й этап Вуэльты Бургоса
2011
2-й этап Тура Швейцарии